# Margarita Fullana
Margarita Fullana Riera detta Marga (Sant Llorenç des Cardassar, 9 maggio 1972) è un'ex mountain biker e ciclista su strada spagnola, campionessa del mondo di cross country nel 1999, 2000 e 2008, e medaglia di bronzo di specialità ai Giochi olimpici di Sydney 2000.

## Palmarès

### Strada
- 1994

Montjuïc
- 1995

Montjuïc
- 1999

Campionati spagnoli, Prova in linea

### MTB
- 1999

Campionati del mondo, Cross country
3ª prova Coppa del mondo, Cross country (El Escorial)
5ª prova Coppa del mondo, Cross country (Plymouth)
8ª prova Coppa del mondo, Cross country (Houffalize)
- 2000

Campionati del mondo, Cross country
3ª prova Coppa del mondo, Cross country (Houffalize)
5ª prova Coppa del mondo, Cross country (Sarentino)
8ª prova Coppa del mondo, Cross country (Losanna)
- 2001

2ª prova Coppa del mondo, Cross country (Sarentino)
3ª prova Coppa del mondo, Cross country (Houffalize)
7ª prova Coppa del mondo, Cross country (Kaprun)
- 2002

1ª prova Coppa del mondo, Cross country (Madrid)
2ª prova Coppa del mondo, Cross country (Houffalize)
5ª prova Coppa del mondo, Cross country (Les Gets)
- 2006

Campionati europei, Cross country
- 2007

3ª prova Coppa del mondo, Cross country (Champéry)
- 2008

Campionati del mondo, Cross country
4ª prova Coppa del mondo, Cross country (Vallnord)
- 2009

3ª prova Coppa del mondo, Cross country (Houffalize)
4ª prova Coppa del mondo, Cross country (Madrid)

## Piazzamenti

### Competizioni mondiali
- Coppa del mondo

Coppa del mondo 1998 - Cross country: 5º
Coppa del mondo 1999 - Cross country: 6º
Coppa del mondo 2000 - Cross country: 4º
Coppa del mondo 2001 - Cross country: 3º
Coppa del mondo 2002 - Cross country: 2º
Coppa del mondo 2003 - Cross country: 31º
Coppa del mondo 2004 - Cross country: 54º
Coppa del mondo 2005 - Cross country: 17º
Coppa del mondo 2006 - Cross country: 5º
Coppa del mondo 2007 - Cross country: 5º
Coppa del mondo 2008 - Cross country: 3º
Coppa del mondo 2009 - Cross country: 5º
Coppa del mondo 2010 - Cross country: 40º
- Campionati del mondo

Château-d'Œx 1997 - Cross country: 3º
Mont-Sainte-Anne 1998 - Cross country: 6º
Åre 1999 - Cross country: vincitrice
Åre 1999 - Team relay: vincitrice
Sierra Nevada 2000 - Cross country: vincitrice
Sierra Nevada 2000 - Team relay: vincitrice
Rotorua 2006 - Cross country: 5º
Val di Sole 2008 - Cross country: vincitrice
- Giochi olimpici

Sydney 2000 - Cross country: 3ª
Atene 2004 - Cross country: ritirata
Pechino 2008 - Cross country: ritirata